# Bilac
Bilac là một đô thị ở bang São Paulo của Brasil. 
Đô thị này nằm ở vĩ độ 21º24'12" độ vĩ nam và kinh độ 50º28'14" độ vĩ tây, trên khu vực có độ cao 431 m. Dân số năm 2004 ước tính là 6 410 người.

## Thông tin nhân khẩu
Dữ liệu dân số theo điều tra dân số năm 2000
Tổng dân số: 6.088
- Dân số thành thị: 5.372
- Dân số nông thôn: 716
- Nam giới: 2.995
- Nữ giới: 3.093

Mật độ dân số (người/km²): 38,70
Tỷ lệ tử vong trẻ sơ sinh dưới 1 tuổi (trên một triệu người): 9,64
Tuổi thọ bình quân (tuổi): 74,96
Tỷ lệ sinh (số trẻ trên mỗi bà mẹ): 1,98
Tỷ lệ biết đọc biết viết: 88,41%
Chỉ số phát triển con người (HDI-M): 0,809
- Chỉ số phát triển con người - Thu nhập: 0,729
- Chỉ số phát triển con người - Tuổi thọ: 0,833
- Chỉ số phát triển con người - Giáo dục: 0,866

(Nguồn: IPEADATA)